# Шаламенці
Шаламенці (словен. Šalamenci) — поселення в общині Пуцонці, Помурський регіон, Словенія. Висота над рівнем моря: 234,1 м.